# Griphoneura triangulata
Griphoneura triangulata är en tvåvingeart som beskrevs av Friedrich Georg Hendel 1926. Griphoneura triangulata ingår i släktet Griphoneura och familjen lövflugor.
Artens utbredningsområde är Peru. Inga underarter finns listade i Catalogue of Life.